# وهوخشترگاه
وُهوخْشتَرگاه نام چهارمین روز از پنج روز اندرگاه است که آن را به نام چهارمین سرود از گاهان پنجگانه زرتشت خوانده‌اند. سرود وهوخشترگاه در اوستا، یَسنه را در بردارد.
این سرود که «وهوخشثرَ (Vohuxshathra)» نام دارد شامل یسن ۵۱ می‌باشد.